# مهرجان تل مرعب
يُعرف مهرجان ليوا الدولي بمهرجان تل مرعب، وهو مهرجان سنوي لسباقات السيارات والسباقات التراثية يتضمن سباقات تسلق الكثبان الرملية للسيارات والدراجات النارية، بالإضافة إلى سباقات المركبات الكبيرة (مونستر جام) ومركبات أخرى مثل البقي (البجي)، فضلاً عن سباقات الهجن والخيول  والصقور وأنشطة متنوعة. تُقام الفعاليات في واحة ليوا، أبو ظبي، الإمارات العربية المتحدة، خلال ديسمبر وأوائل يناير من كل عام.

### عن مهرجان تل مرعب

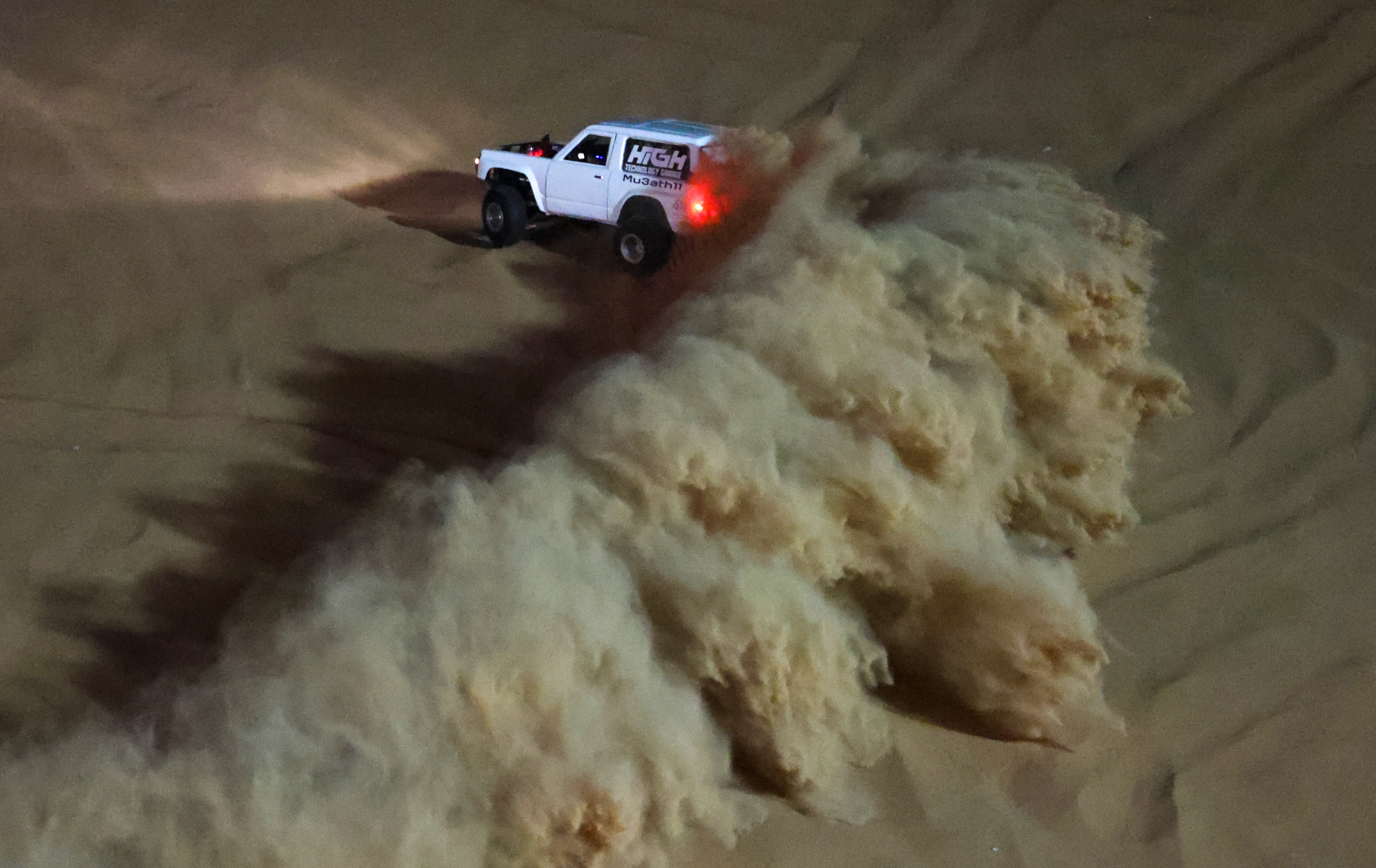
مهرجان ليوا الدولي ليوا 2024 - نادي ليوا الدولي

يشمل مهرجان تل مرعب عددًا من المسابقات الرياضية، بما في ذلك سباقات السيارات الدفع الرباعي والثنائي والسيارات الكلاسيكية والمعدلة و سباق السحب الرملي المترجم الي ساند دراج ريس والدراجات النارية، بالإضافة إلى المركبات النارية مثل البجي (البقي تورك). تجذب هذه الفعاليات مشاركة محترفين دوليين ومحليين يتسابقون على المنحدرات العالية. كما يتضمن المهرجان أنشطة في قرية ليوا، تشمل الأنشطة الثقافية والتراثية والفنية، بالإضافة إلى الترفيه والموسيقى. ويجذب المهرجان سنويا أكثر من 1500 مشارك في مختلف البطولات والفعاليات الرياضية.

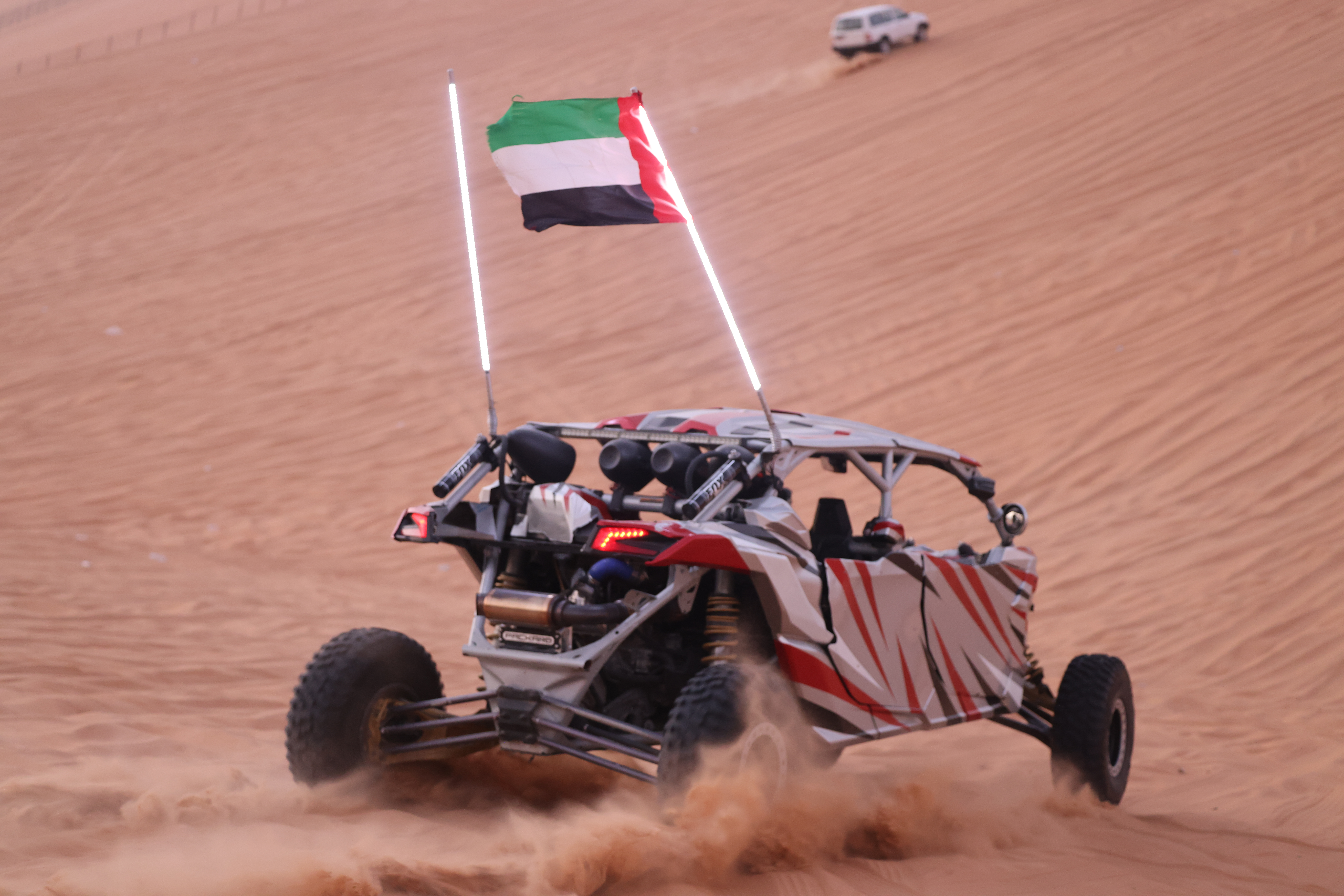
تحدي الرمال في مهرجان ليوا الدولي - صورة نادي ليوا الرياضي [https://lsc.ae/ar/%d9%85%d9%87%d8%b1%d8%ac%d8%a7%d9%86_%d9%84%d9%8a%d9%88%d8%a7_%d8%a7%d9%84%d8%af%d9%88%d9%84%d9%8a_%d8%aa%d9%84_%d9%85%d8%b1%d8%b9%d8%a8/ https://lsc.ae/ar/

تعتمد معظم سباقات المهرجان على السرعة، وتسلّق الرمال والأرض الوعرة، وسباق التقشير المعروف بالبرن أوت وهو ممارسة الحفاظ على السيارة ثابتة وتدوير عجلاتها مما يتسبب في ارتفاع درجة حرارة الإطارات والدخان الناتج عن الاحتكاك و ممارسة التفحيط. كما توجد سباقات تراثية تشمل سباقات الهجن والخيول والصقور وصيد الصقور للحمام. إلى جانب ذلك، تتوفر أنشطة ترفيهية للعائلات والزائرين غير المشاركين، مثل تدريبات لتعلم قيادة المركبات في الرمال والأرض الوعرة بإشراف مدربين محترفين، ضمن بيئة آمنة وحلبة مخصصة.

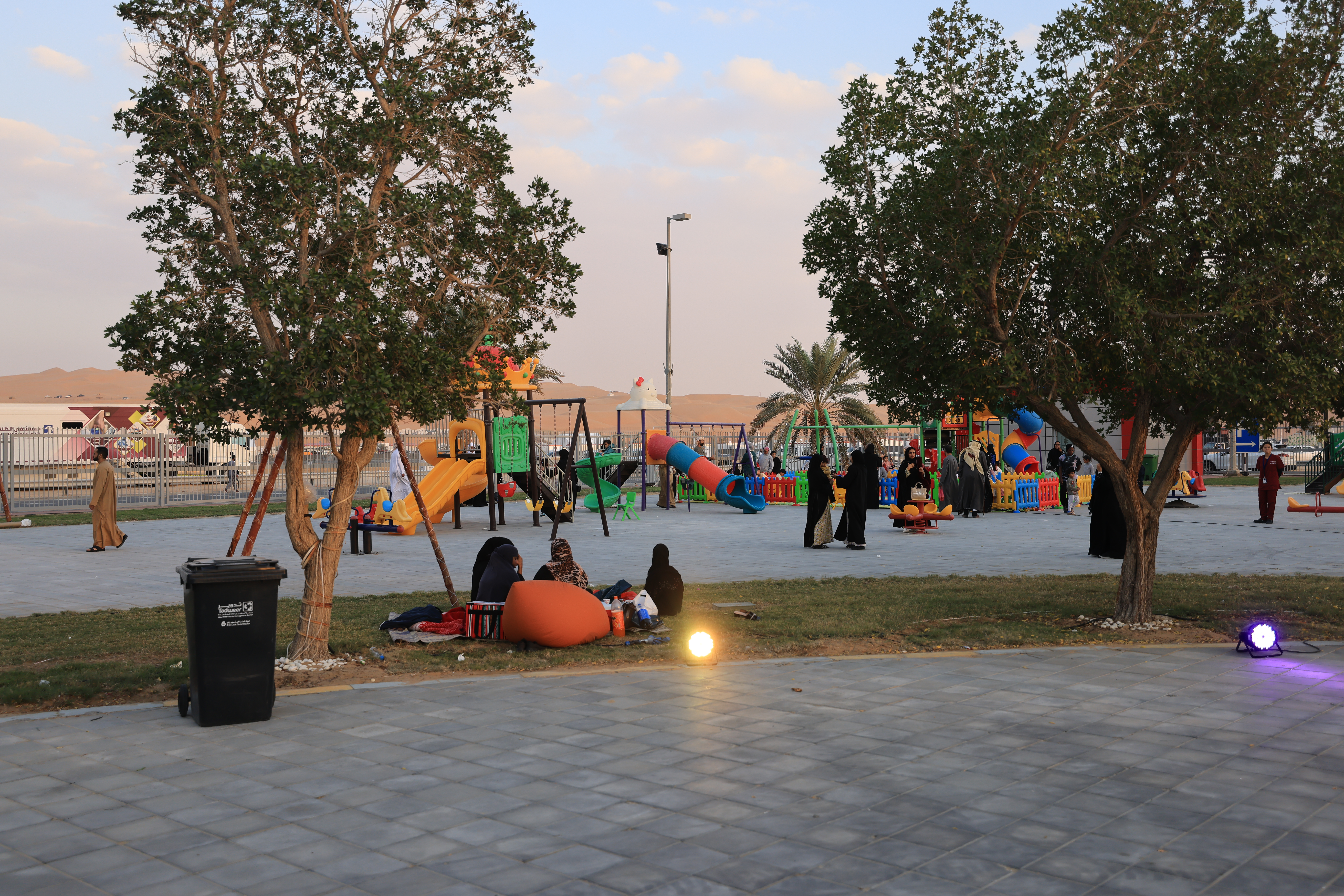
أنشطة عائلية بمهرجان ليوا الدولي - نادي ليوا الرياضي [https://lsc.ae/ar/مهرجان_تل_مرعب/ https://lsc.ae/ar/

يتضمن المهرجان أيضًا ملاعب لكرة القدم وكرة السلة وتنس البادل، وحديقة حيوانات مخصصة للأطفال، وحلبة كارتينج، وركوب المنطاد الهوائي. بالإضافة إلى حفلات موسيقية وعروض للألعاب النارية في ليلة رأس السنة وعيد اتحاد الإمارات، توجد مراكز لبيع أدوات التخييم ومطاعم متنوعة، وغيرها من الأنشطة السياحية والرياضية.

### تاريخ مهرجان تل مرعب

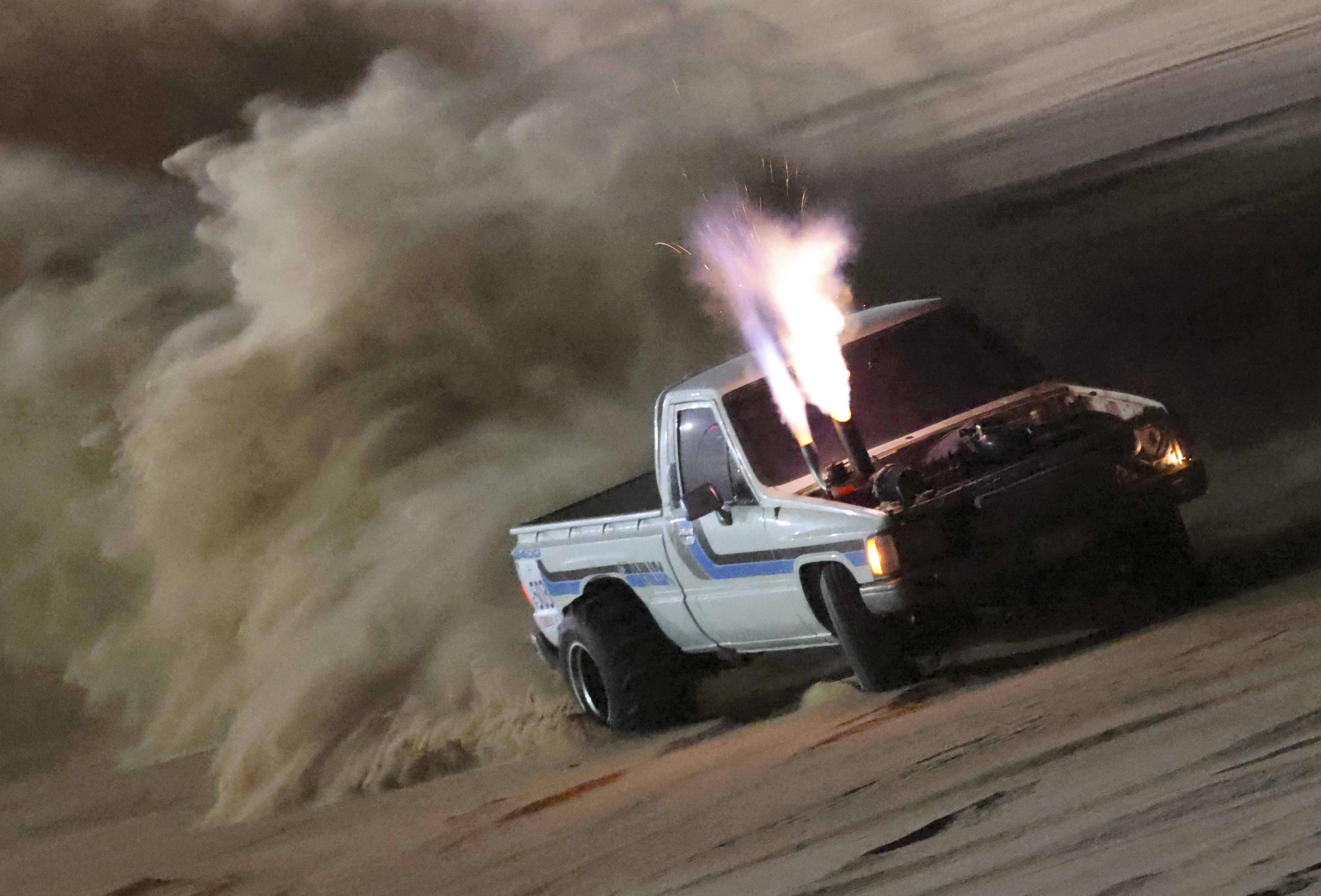
سيارات مهرجان تل مرعب

في عام 2001، بدأ الإماراتيون المحليون من أهل ليوا بالتنافس على تسلق الكثبان الرملية باستخدام دراجاتهم وسياراتهم. كان التحدي في ذلك الوقت هو الوصول إلى قمة تل مرعب، مما دفعهم لتنظيم مهرجان يكرم شغفهم لرياضات السيارات ويُظهر الجمال الفريد لرمال ليوا. وفي عام 2004، وافقت حكومة أبو ظبي وأعلنت رسميًا عن تأسيس نادي أبو ظبي للسيارات (الذي تغيّر اسمه لاحقًا إلى نادي الغربية الرياضي ثم مرة اخرى الي نادي ليوا الرياضي)، وبدأ المهرجان الدولي الأول في ليوا رسميًا بعد الحصول على التصاريح اللازمة، حيث جذب المتنافسين من جميع أنحاء العالم الذين كانوا مستعدين لمواجهة تحدي السباق على الكثبان الرملية الضخمة.

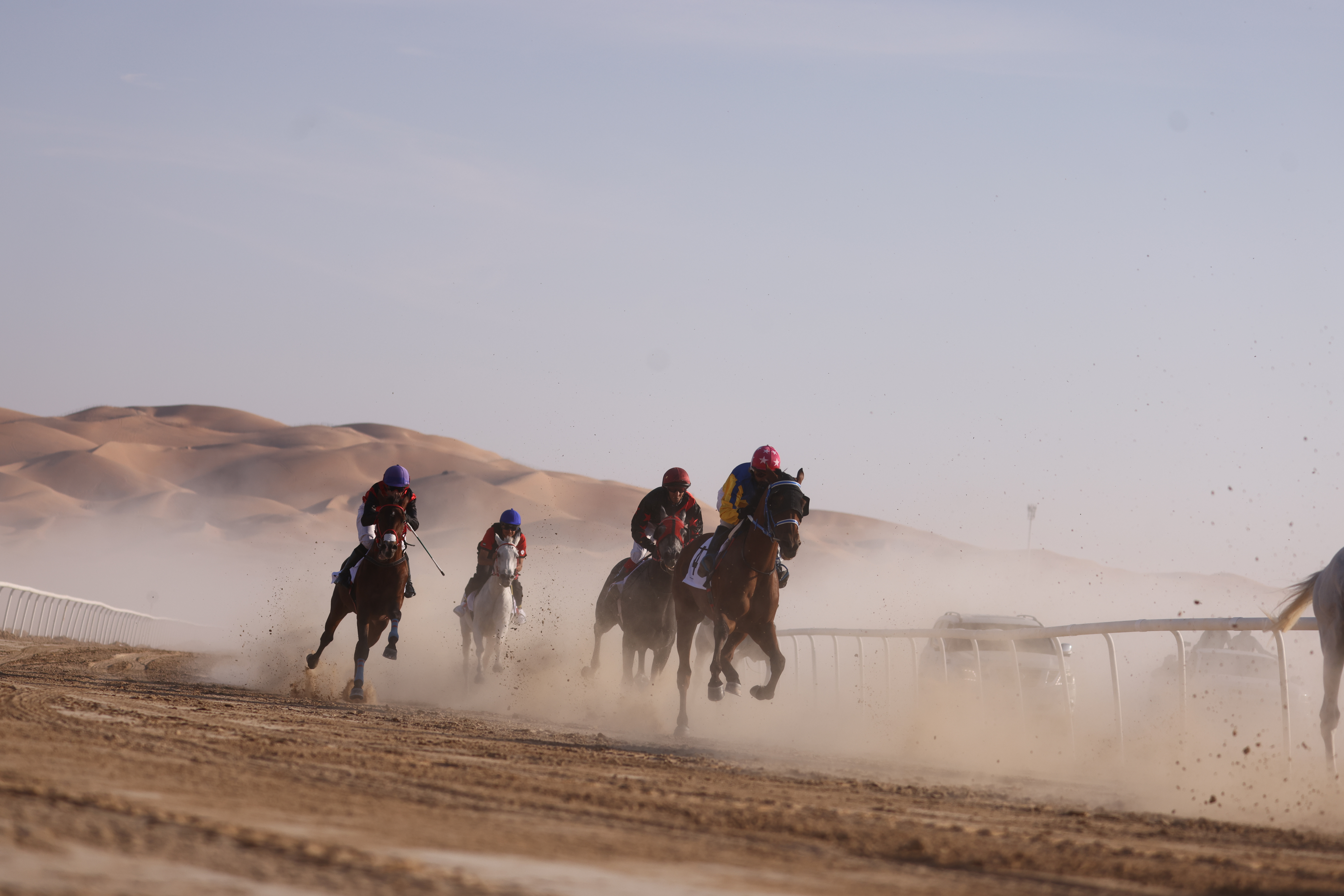
سباق خيول مهرجان ليوا الدولي - صورة نادي ليوا الرياضي

### تسمية المهرجان

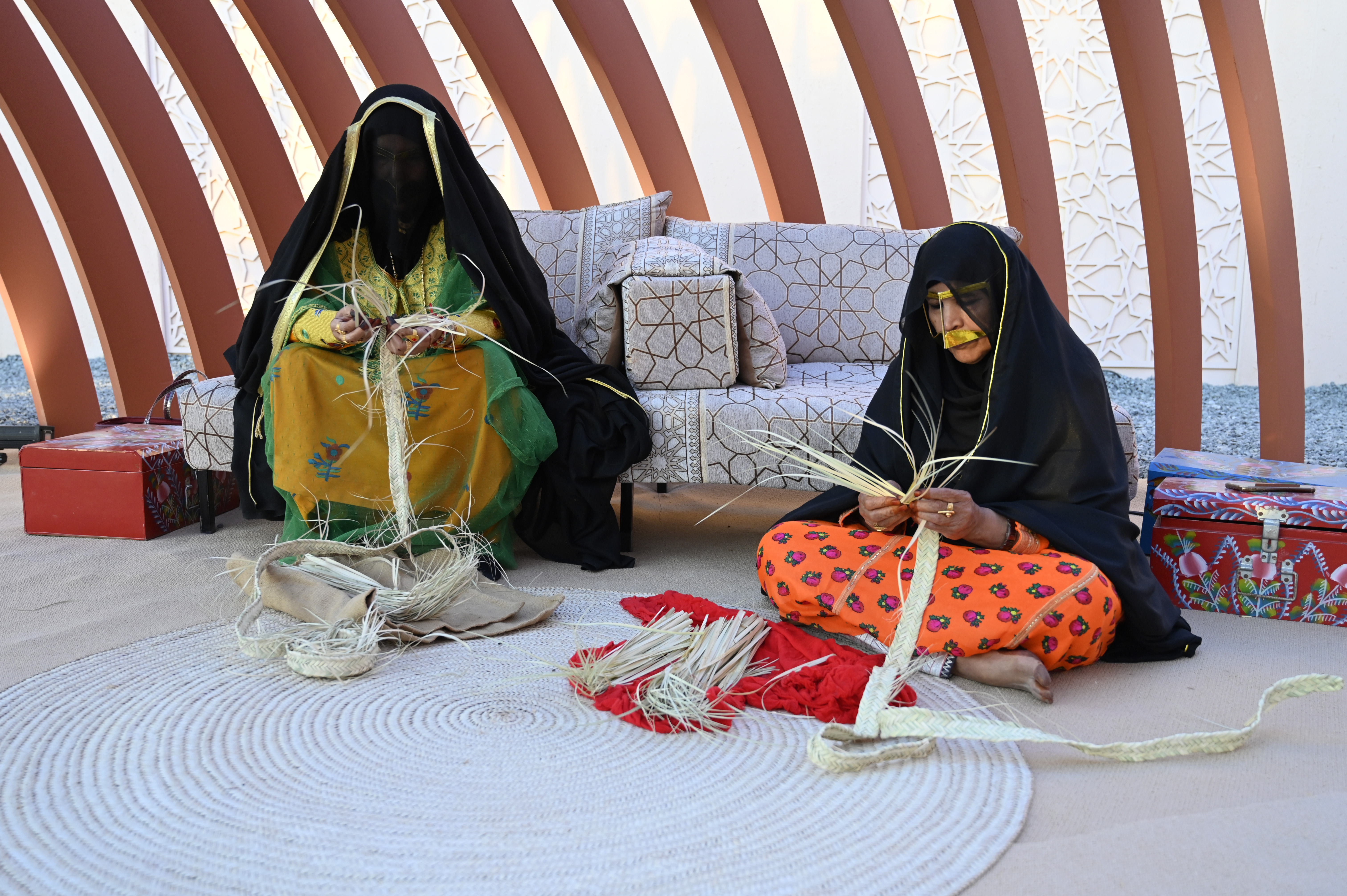
أنشطة تراثية تل مرعب

يسمى المهرجان على اسم العام الجديد، مثلا المهرجان الذي بدأ في ديسمبر 2023 كان اسمه ليوا 2024 والمهرجان الذي سيبدأ في ديسمبر 2024 اسمه ليوا 2025 احتفالا بالعام الميلادي المقبل.

### عدد الزوار
وفقا لتقرير نادي ليوا الرياضي، فان عدد الزوار في ليوا 2024 كان 640,222 زائر.